# Inocent VIII.
Inocent VIII., rođen kao Giovanni Battista Cibo, papa od 29. kolovoza 1484. do 25. srpnja 1492. godine.